# 陳佳奈
陳 佳奈（Chin-Kana）（ちん かな、1982年7月14日 - ）は、東京都出身のファッションモデル。OKAZAKI MODELS所属。

## 来歴
医大卒業後、本格的にモデル活動をスタート。

'07年11月2日に韓国・ソウルで開催された、アジアNO.1のスーパーモデルを決定するコンテスト
『THE ASIA–PACIFIC SUPERMODEL CONTEST 2007』では唯一の日本人として入賞を果たす。

今後は西洋医学と東洋医学を合わせた”ホリスティック医学”を実践していきたいと意欲的。
漢方や薬膳などを取り入れた内側からの健康と美容を目指す。

現在、NY在住。OKAZAKI MODELS所属。

2012年11月5日放送のフジテレビ「SMAP×SMAP」内でゲストの明石家さんまより「ニューヨークの友人トモちゃんが連れてきた女医」として「ラブメイト10 2012」 第5位に選出される。
2018年9月、米国医師国家試験に合格した。（ECFMG-Certified）

## 出演

### 雑誌
- Grazia
- ELLE girl
- グレースフルウエディング
- ランニングスタイル
- Regina

### TV
- BS朝日「US Style+～Lifetime Supplement～」
- TBS「暮らしのレシピ」ゲスト出演（2010年3月）
- TBS「日立 世界・ふしぎ発見!」ミステリーハンター（キルギス篇 2008年9月6日）

### CM
- 宝酒造（2008年、2009年）
- 資生堂「ザ・コラーゲン」（2009年）

### 企業広告
- UNIQLO
- 資生堂「DQ」
- 東京プリンスホテルパークタワー イメージモデル
- 椿山荘 wedding
- SHISEIDO professional
- adidas「adidas woman」
- イプサ イメージモデル（2012年）

### コラム
朝日新聞モバイルサイト｢今女日記｣ 2011.6月～連載中